# Di Derre
Di Derre (укр. Ді Дерре) — норвезький поп-рок-гурт, створений у 1992 році. В 1996 році був нагороджений премією Gammleng-prisen.

## Учасники гурту
- Ю Несбе — вокал, гітара
- Espen Stenhammer — ударні
- Magnus Larsen jr. — бас-гітара, вокал
- Halvor Holter — клавішні
- Unni Wilhelmsen — вокал, гітара (приєднався у вересні 2013 року)

Колишні учасники
- Кнут Несбе — вокал, гітара (помер у 2013 році)
- Сверре Бейєр — барабанщик (помер у 2002 році)

## Дискографія
| Рік  | Альбом                         | Пікові позиції |
| Рік  | Альбом                         | НІ             |
| ---- | ------------------------------ | -------------- |
| 1994 | Jenter & sånn                  | 1              |
| 1995 | Den forrige — ден derre        | 29             |
| 1995 | Den derre                      | 12             |
| 1996 | спортзал                       | 2              |
| 1998 | Slå meg på popmusikk           | 12             |
| 2006 | Di beste med Di Derre (збірка) | 4              |
| 2013 | Historien om et band (збірка)  | 7              |
| 2018 | Høyenhall                      | 19             |